# أحمد عبد الحليم عطية
الدكتور أحمد عبد الحليم عطية  أحد رموز البحث الفلسفي بالجامعة المصرية وعضو في الكثير من الجمعيات الفلسفية العربية والدولية ورئيس جمعية الفكر العربي ورئيس تحرير مجلة أوراق فلسفية، أثري العالم بكتاباته فهو مؤلف للعديد من الأعمال الفلسفية في الفكر الغربي المعاصر ومترجم أعمال الفيلسوف لودفينغ فويرباخ من أعمدة الفلسفة الحديث، استأثر الشغف بدراسة الفلسفة كيانه وكرس اهتمامه بالفكر العربي المعاصر عبر سطور خلدها بأنامله المبدعة عن الأخلاق وعلم الجمال في الفكر العربي، صاحب الدور العظيم في ملتقى الفلاسفة العرب الذي ظهر للنور نتاجا لجهوده الحثيثة في الجمع بين الجانبين النظري والعملي في الفلسفة وطي ثنايا الأرض بين الشرق العربي والمغرب العربي… تميز بالشخصية الجذابة ذات المهارة في نيل أجمل الصداقات من كل مكان فهو الحاضر لكل المؤتمرات الدولية العربية والعارف بجميع الفلاسفة العرب في الوقت الحالي..

## نشأته ودراسته
هو أستاذ الفلسفة بكلية الآداب جامعة القاهرة، مصرى الجنسية من مواليد القاهرة في 11 فبراير 1951، متزوج وله أربعة أبناء، حاصل على ليسانس آداب قسم الفلسفة بتقدير جيد جداً 1973 جامعة القاهرة، ماجستير فلسفة «القيم عند رالف بارتون بيرى» بتقدير ممتاز 1980 كلية الآداب القاهرة ودكتوراه الفلسفة «مفهوما الطبيعة والإنسان عند فيورباخ: دراسة نقدية» 1986، كلية الآداب – جامعة القاهرة.

## عمله الجامعي
- معيد بقسم الفلسفة بآداب القاهرة اعتباراً من 20/10/1973..
- مدرس مساعد اعتباراً من 26/3/1980.
- مدرس اعتباراً من 30/6/1986.
- أستاذ مساعد بالقسم اعتباراً من 30/6/1991.
- أستاذ بالقسم اعتباراً من 30/4/2004.
- عمل منتدباً بأقسام الفلسفة بآداب القاهرة فرع الخرطوم، وبنى سويف، وآداب تربية الزقازيق والمعهد العالي للفنون المسرحية ومعهد الموسيقى العربية بأكاديمية الفنون وكلية التربية النوعية بالقاهرة. وأستاذاً زائراً بجامعة الإمارات العربية، وجامعة السلطان قابوس في عمان.
- رئيس تحرير مجلة «أوراق فلسفية»، ومستشار علمى عدد من المجلات العربية مثل: مدارات بتونس وتحديات ثقافية مصر. ودفاتر فلسفية والفلسفة والعصر ومجلة ديوجين مصباح الفكر (التي يصدرها قسم الفلسفة بآداب القاهرة).
- أشرف وناقش عدد من رسائل الماجستير والدكتوراه في الفلسفة.

## الجمعيات العلمية
- عضو مجلس إدارة الجمعية الفلسفية المصرية. (دورات متعددة)
- عضو جمعية الأدب المقارن بالقاهرة.
- عضو الجمعية الفلسفية العربية؛ الأردن.
- عضو الجمعية الأفريقية لدراسات الأديان. كيب تاون – جنوب أفريقيا.
- عضو الجمعية الدولية للفلسفة الإسلامية وتاريخ العلوم عند العرب، باريس.
- عضو جمعية الجماليات، تونس.
- عضو كرسى اليونسكو للفلسفة، تونس ومصر.
- عضو جمعية الفنون والآداب – الزقازيق
- وكيل مؤسس الجمعية المصرية للدراسات الفلسفية (تحت التأسيس)
- عضو اتحاد الكتاب بجمهورية مصر العربية.
- عضو المجلس الاعلى للثقافة بمصر.
- عضو نقابة السينمائيين.

## أعماله
يُعد الدكتور أحمد عبد الحليم عطية واحد من الفلاسفة الكبار في العالم العربي، اهتم في مشروعه الفكري بالأخلاق والقيم وعلم الجمال ودرس الفلسفة والسينما واللغات الأجنبية، لديه ما يزيد عن 50 كتابُا منشورًا في الفلسفة ما بين ترجمات ومؤلفات.

## من أهم مؤلفاته
1 - القيم في الواقعية الجديدة عند ر.ب. بيرى، دار الثقافة والنشر والتوزيع – القاهرة 1989..
2 - فلسفة فيورباخ، دار الثقافة والنشر والتوزيع – القاهرة 1989..
3 - الأخلاق في الفكر العربي المعاصر، دار الثقافة والنشر والتوزيع – القاهرة 1990..
4 - الصوت والصدى: الأصول الاستشراقية في فلسفة بدوى الوجودية، دار الثقافة والنشر والتوزيع – القاهرة 1990..
5 - الديكارتية في الفكر العربي المعاصر، دار الثقافة والنشر والتوزيع – القاهرة 1990..
6 - الأخلاق الهيجلية: ترجمة كتاب وولش ودراسة، دار الثقافة والنشر والتوزيع – القاهرة 1991..
7 - أصل الدين، ترجمة كتاب فويرباخ: المؤسسة العربية للدراسات والنشر – بيروت 1991..
8 - دراسات في تاريخ العلوم عند العرب، دار الثقافة والنشر والتوزيع – القاهرة 1991..
9 - السعادة والإسعاد في السيرة الإنسانية، دراسة و«تحقيق»، دار الثقافة والنشر والتوزيع – القاهرة 1991، الطبعة الثانية 1998..
10- دراسات جمالية. مكتبة دار النصر، القاهرة 1992، الطبعة الثانية 1995، الثالثة 1998.
11- نظرية القيمة ونصوص أخرى، دراسة ترجمة لايريان، دار النصر، القاهرة 1993.
12- ميتافيزيقا القيم عند دويت باركر، دار النصر، القاهرة 1993.
13- الأخلاق والحياة الأخلاقية عند المسلمين «ترجمة عن دى بور»، دار النصر، القاهرة 1994.
14- دراسات أخلاقية، دار النصر، القاهرة 1994..
15- محاضرات في الفلسفة العربية «إعداد لمحاضرات جلارزا بالجامعة المصرية»، دار النصر، القاهرة 1994.
16- الموسوعات الفلسفية المعاصرة في العربية «قراءة نقدية تحليلية»، الهيئة المصرية العامة للكتاب، القاهرة 1995..
17- توفيق الطويل الكتاب التذكارى (إعداد) كلية الآداب، جامعة القاهرة، 1995..
18- جالينوس بين الفلسفة والعلم، مكتبة دار النصر، القاهرة 1996.
19- إعادة تقييم الحديث «العودة إلى القرآن» ترجمة لكتاب قاسم أحمد، مكتبة مدبولى الصغير، القاهرة 1997.
20- عبد الرحمن بدوى في عيد ميلاده الثمانين، (إعداد وإشراف) الهيئة العامة لقصور الثقافة، القاهرة 1997، والطبعة الثانية بعنوان بدوى نجمة في سماء الفلسفة 2002 والثالثة الجمعية الفلسفية المصرية 2002.
21- جدل الأنا والآخر: قراءات فلسفية في فكر حسن حنفى، إعداد وإشراف، مكتبة مدبولى الصغير، القاهرة 1997.
22- جالينوس: في الفكر القديم والمعاصر، دار قباء، القاهرة 1999..
23- دراسات مهداة إلى محمود أمين العالم، «إعداد وإشراف»، مطبوعات الجمعية الفلسفية المصرية..
24- الفلسفة العامة في الجامعة المصرية، للكونت دى جلازرا القاهرة 2004، إعداد درا الثقافة العربية، القاهرة 2001.
25- دراسات أخلاقية، دار قباء القاهرة 2001..
26- الفلسفة العامة نظرة جديدة، دار قباء، القاهرة 2001.
27- الخطاب الفلسفى في مصر دار قبا القاهرة 2001.
28 – دراسات عربية حول عبد الرحمن بدوى، دار المدار الإسلامي بيروت 2003.
29- نقد المجتمع الأبوي: قراءات في أعمال هشام شرابى، إعداد وتقديم مطبوعات الاتحاد العربي للجمعيات الفلسفية، القاهرة، 2005.
30- في عالم عبد الوهاب المسيرى كتاب حوارى نقدى حضارى في مجلدين، دار الشروق، القاهرة 2004.
31- نظرية القيمة في الفكر المعاصر، دار قباء القاهرة 2004.
32- ما بعد الحداثة والأخلاق التطبيقية.

## من أهم أبحاثه
1 - فلسفة وليم جيمس الواقعية. مجلة الحكمة: مجلة الدراسات الفلسفية والاجتماعية، جامعة الفاتح، العدد 4 نوفمبر 1979، ص69-76.
2 - الأسس الفلسفية لتصنيف العلوم عند العرب. مجلة المكتبات والمعلومات العربية، السنة الرابعة. العدد الرابع. أكتوبر 1984، ص44-88.
3 - هذا المستشرق هل كان جاسوساً على العرب؟ - مجلة الدوحة (القطرية) العدد 108 ديسمبر 1984، ص120-ص122.
4 - الأساس الابستمولوجى للتصنيف، مجلة المكتبات والمعلومات العربية، السنة الخامسة، العدد الأول، يناير 1985، ص47-75.
5 - الأساس الاكسيولوجى للتصنيف، مجلة المكتبات والمعلومات العربية، السنة الخامسة، العدد الثاني، أبريل 1985، ص33-ص77..
6 – مى زيادة: قراءة في كتاباتها الفلسفية (I)، مجلة أدب ونقد، العدد 17 نوفمبر 1985، ص81-95. (II) ديسمبر 1985، ص8-ص26. وقد أعيد نشرها في مجلة دراسات عربية العدد 11-12 السنة الحادية والثلاثون، سبتمبر – أكتوبر 1995، ص65-91.
7 - الأساس الأنطولوجى للتصنيف، مجلة المكتبات والمعلومات العربية، السنة السادسة، العدد الأول يناير 1986، ص73-94..
8 - مواد: اعتقاد – الله – بعث – تعاقب – حب – خير – شر – غاية ووسيلة (*)، الموسوعة الفلسفية العربية، الجزء الأول، تحرير د. معن زيادة «معهد الإنماء العربى» – بيروت. 1986.
9- الموسوعة الفلسفية الحديثة في العربية. مجلة عالم الكتاب، المجلد الثامن، العدد الثاني يونيو 1987، ص162-181.
10- ديكارت في الفكر العربي المعاصر: أثر المقال في المنهج في الثقافة العربية، مجلة القاهرة، العدد 78 ديسمبر 1987، ص35-31..
11- رؤية مستقبلية للقاموس الفلسفى العربي، تقديم وتطوير محاولة ماسينيون (*). مجلة كلية الآداب جامعة القاهرة، العدد 48 للسنتين 1987-1988، ص1-53.
12 - تاريخ الميكانيكا عند العرب (*). مجلة جامعة القاهرة فرع الخرطوم. العدد السابع 86 / 1987، مطبعة جامعة القاهرة 1988، ص157-201.
13- مواد: التعددية – التناسخية – الكونفوشيوسية والكونفوشيوسية الجديدة (*). الموسوعة الفلسفية العربية: تحرير د. معين زيادة، معهد الإنماء العربي – بيروت، المجلد الثاني في «قسمين» 1988.
14- الديكارتية والنقد الأدبى. المنار القاهرة / باريس، العدد 50 فبراير 1989، ص106-124 وأعيد نشره بعنوان «الخطاب الفلسفى عند طه حسين» في العدد 14، الذي خصصته مجلة «فكر» للاحتفال بمئوية طه حسين «مائة عام على النهوض العربى» إشراف د. عبد المنعم تليمة، فبراير 1990، ص41-54.
15- جواب إقبال على الديوان البشرقى لحوته، مجلة القاهرة، العدد 94 أبريل 1989، ص14-17.
16- الأساس الدينى لتصنيف العلوم عند العرب، مجلة المكتبات والمعلومات العربية، السنة التاسعة، العدد الثالث، يوليو 1989، ص103-146. وأعيد نشره تحت عنوان تصنيف العلوم عند الغزالى، مجلة المورد (*)، العدد الثامن عشر، المجلد الثالث خريف 1989، ص66-83.
17- المثالية الروحانية عند عثمان أمين (*)، الفكر العربي، بيروت، العدد السابع والخمسون مايو – أغسطس 1989، ص77-91.
18- في الكتابات العربية الحديثة، الفلسفة الإسلامية، والغربية الوسيطة من خلال اتين جيلسون (*)، الاستشراق، العدد الرابع، شباط 1990، ص52-61.
19- جوهر الدين عند فيورباخ. مجلة الفكر العربي المعاصر، العدد 74-75، مارس – أبريل 1990، ص110-118.
20- الزمان في فلسفة فيورباخ الأنثروبولوجيا – مجلة «آفاق عربية» العدد الخامس، آيار 1990، ص91-95.
21- أثر أحمد لطفى السيد في الفكر العربي، مجلة القاهرة، العدد 105 يونية 1990، ص104-107.
22- الفكر السياسى والأخلاقى عند العامرى، دراسة في السعادة والإسعاد (*)، مجلة معهد المخطوطات العربية – المجلد 34 الجزان 1، 2 يناير – يوليو 1990، ص135-173.
23- الأخلاق الاجتماعية والوجودية في الفكر العربي المعاصر (*)، المجلة الفلسفية العربية، المجلد الأول، عدد 1، 2 صيف وشتاء 1990، عمان، الأردن، ص65-98. 24- نشأة البيلوجرافيا عند العرب، مجلة التوباد. السعودية عام 1990.
25- التناقض والتشويش وصورة الوحدة في كتاب د. حسن حنفى ومحمد عابد الجابرى، حوار المشرق والمغرب، ص184-188، اليوم السابع، دار توبقال للنشر – الدار البيضاء 1990، وله طبعات متعددة بعد ذلك.
26- الكوجيتو الإبداعى عند الحبابى في ندوة تكريمية للمفكر عزيز الحبابى، منشورات كلية الآداب والعلوم الإنسانية، الرباط، مارس 1990، ص49-45.
27- الناصرية والإسلام.. قراءة فينومينولوجية في كتاب الناصرية والإسلام، مركز إعلام الوطن العربي – القاهرة 1991، ص133-147.
28- أبو ريدة وجهوده في التراث والفلسفة (*)، مجلة معهد المخطوطات العربية، المجلة 35، العدد 1، 2 «يناير – يوليه» 1991 – القاهرة، ص213 – 246. وأعيد نشره في الكتاب التذكارى الذي أصدرته جامعة الكويت عن د. أبو ريدة ص107-131، إعداد عبد الله العمر عام 1993.
29- الإنسان في الأصولية الجديدة (*)، مجلة الوحدة، السنة السابعة، العدد 77-78، فبراير – مارس 1991، ص224-232، وأعيد نشره في مجلة الدراسات الفلسفية التونسية، العدد العاشر أبريل 1991، ص39-54.
30- أحمد فؤاد الأهوانى وتاريخ الفلسفة في الجامعة، مجلة القاهرة، العدد 114، مارس – يوليه 1991، ص6-9.
31- رسالة الجهاد ورسالة الاستشراق، مجلة رسالة الجهاد، السنة العاشرة، يوليو 1991، ص170-176.
32- السياسة عند لسان الدين بن الخطيب (*). مجلة الدراسات الإسلامية، الجامعة الإسلامية العالمية – باكستان، المجلد 26، العدد 1، 2، ربيع وصيف 1991، ص123-142.
33- محمود مختار في ذكرى ميلاده المئوية، مجلة القاهرة، العدد 115 أغسطس – سبتمبر 1991، ص128-133.
34- الأخلاق عند الكندى (*). مجلة دراسات شرقية، باريس، العدد 9-10 شتاء وربيع 1991، ص47-53.
35- الأخلاق الاجتماعية في الفكر العربي المعاصر (*). مجلة شئون عربية، العدد 69، مارس 1992، ص177-198.
36- الأخلاق القرآنية في الفكر العربي المعاصر، مجلة المعارج، المجلد الثاني، العدد الخامس عشر – بيروت – آذار حزيران 1992، ص13-37.
37- الديكارتية المثالية في الفكر العربي المعاصر (*)، المجلة الفلسفية العربية، المجلد الثاني، العدد الأول، يونيو 1992، ص13-28.
38- الموسوعة الفلسفية العربية، مجلة الوحدة العربية، الرباط، السنة التاسعة، العدد 98، عام 1992، ص144-150.
39- علم الجمال الفرويدى (*). مجلة كلية الآداب جامعة القاهرة، العدد 56 ديسمبر 1992، ص215-238. وأعيد نشرها في مجلة أوراق فلسفية، العدد 15 عام 2006.
40- الأخلاق الهيجلية، المجلة الفلسفية العربية (*)، المجلد الثاني، العدد الثاني، يناير 1993، ص53-65.
41- تصنيف العلوم عند فرنسيس بيكون (*)، مجلة الجمعية الفلسفية المصرية. السنة الثانية، العدد الثاني، يونية 1993.
42- الإسلام والغرب، مجلة مستقبل العالم الإسلامي، قبرص، السنة الثالثة، العدد 9 شتاء 1993، ص97-120.
43- توفيق الطويل ودراسات القيم في العربية (*). ص119-169 في الكتاب التذكارى عن الأستاذ الدكتور توفيق الطويل، كلية الآداب جامعة القاهرة 1993.
44- مفهوم العلم في كتاب ابن تومرت الأندلسى (*). مجلة كلية الآداب جامعة القاهرة العدد 60 ديسمبر 1993 ص83-102. ومجلة دراسات إسلامية، الجامعة الإسلامية العالمية، باكستان العدد الثالث المجلد «يوليو وسبتمبر» 1994. ص55-79.
45- اتين جيلسون في الكتابات العربية (*)، مجلد مدارات معرفية «تونس» العدد الأول صيف 1993، ص7-21.
46- المعاجم والموسوعات الفلسفية المعاصرة في العربية (*)، مجلة كلية الآداب، جامعة القاهرة، العدد 63 مايو 1994 ص315-382.
47- هنرى كوربان بين الفلسفة والاستشراق (*)، مجلة الجمعية الفلسفية، السنة الثالثة، العدد الثالث، يوليه 1994، ص261-309.
48- فلسفة ما بعد الحداثة، مدارات معرفية «تونس»، العدد 2-3، شتاء ربيع 1994، ص72، 175.
49- الأخلاق عند أحمد أمين (*) ص123-166 من كتاب أحمد أمين أربعون عاماً على الرحيل، إشراف د. يوسف زيدان، كتاب الثقافة الجديدة، الهيئة العامة لقصور الثقافة، القاهرة 1994 وأعيد نشره في دراسات عربية. العدد 7-8 السنة الثالثة والثلاثون، مايو – يونيه 1997، ص103-117.
51- الأخلاق والسياسة عند ابن رشد مع ترجمة دراسات لورانس ف. بيرمان: «تأثير شرح ابن رشد على الأدب العربى في العصر الوسيط»، ومقتطفات الأصل العربي المفقود لشرح ابن رشد الوسيط للأخلاق النيقوماخية، مجلة القاهرة، العدد 150 مايو 1995، ص58-88.
52- التفكيك والاختلاف: جاك دريدا في الفكر العربي المعاصر. قضايا فكرية، الكتاب الخامس والسادس عشر، يونيه – يوليو، ص159-189. وأعيد نشره في دراسات عربية العدد 1/2 السنة الرابعة والثلاثون نوفمبر / ديسمبر 1997، ص53-87.
53- بدوى والتراث اليونانى في الحضارة الإسلامية (*)، ص481-510 مجلة أوراق كلاسيكية، العدد الرابع، الرواد ومائة عام في الكلاسيكيات 1995.
54- اسين بلاسيوس في الكتابات العربية المعاصرة (*)، مجلة المعهد المصرى للدراسات الإسلامية، مدريد المجلد 27، عام 1995، ص77-101.
55- الدراسة العلمية للببلوجرافيا الإسلامية، الاتجاهات الحديثة في المكتبات والمعلومات، العدد الرابع 1995، ص107-123.
56- رؤيتى لرؤيته كيف نظر مراد وهبه إلى بدوى؟، مجلة إبداع، العدد الحادى عشر، نوفمبر 1995، ص40-42.
57- فويرباخ وجماليات تشرنيشفسكى (*)، المجلة الفلسفية العربية، المجلد الرابع، عدد 4 مارس 1996، ص36-44.
58- المماثلة والمقابلة: قراءة ثانية في موقف عبد الرحمن بدوى من المستشرقين، مجلة المسلم المعاصر، السنة العشريون، العدد 79 أبريل 1996، ص31-80.
59- محمد بن شريفه وجهوده في تحقيق الأدب المغربى والأندلسى (*)، مجلة عالم الكتب، المجلد الثامن عشر، العدد الثاني، مارس / أبريل 1997، ص96-83. وأعيد نشرها في مجلة معهد المخطوطات العربية القاهرة.
60- جهود أبو ريان الفلسفية (*)، مجلة الجمعية الفلسفية المصرية، السنة الخامسة، العدد الخامس 1996، ص75-120.
61- ملاحظات أولية حول وضعية المرأة عند ابن رشد (*)، العدد 16 ألف، مجلة البلاغة المقارنة، الجامعة الأمريكية بالقاهرة 1996، ص145-162.
62- مدخل إلى سيمائية الفيلم «عرض وتحليل كتاب يورى لوتمان» أكتوبر – ديسمبر 1996، ص141-150، عالم الكتاب، العدد الثاني والخمسون.
63- نيتشه بدوى (*)، في كتاب عبد الرحمن بدوى في عيد ميلاده الثمانين، إشراف د. أحمد عبد الحليم عطية، الهيئة العامة لقصور الثقافة، القاهرة، مايو 1997. واعيد نشره في الجمعية الفلسفية المصرية وطبع ثالثا في هيئة قصور الثقافة بعد وفاة بدوى
64- حسن حنفى ونقاده في كتاب جدل الأنا والآخر، قراءات نقدية في فكر حسن حنفى، إشراف د. أحمد عبد الحليم عطية، مكتبة مدبولى الصغير، القاهرة 1997.
65- زكى نجيب محمود والقيم بين الوضعية والمدرسة الانفعالية (*) في الكتاب التذكارى، المجلس الأعلى للثقافة بالقاهرة، 1998.
66- عبد الرحمن بدوى من النازية إلى الليبرالية، الأساس الفلسفى للحرية والديمقراطية ص22-40 رواق عربي العدد 18 عام 2000.
67- الكانطية في الفكر العربي المعاصر 7-35. أوراق فلسفية 6، ديسمبر 2002.
68- أمام عبد الفتاح إمام، والدراسات الهجيلية 229-215. أوراق فلسفية 6.
69- هشام شرابى بين هيدجر ونيتشه مجلة أوراق فلسفية، القاهرة 367-377.
70- عبد الرحمن بدوى والفلسفة الألمانية مجلة أوراق فلسفية، القاهرة 308-326.
71- مفهوم الجسد في الثقافة المعاصرة، دراسات، جامعة وهران، الجزائر، كلية العلوم الاجتماعية.
72- الهيرمينوطيقا الظاهرياتية عند بول ريكور أوراق فلسفية العدد8، 13-39.
73- أميرة حلمي مطر والدراسات الجمالية العربية أوراق فلسفية العدد8، 223-235.
74- الكونت دى جلارزا ودرس الفلسفة في الجامعة المصرية، المجلة التونسية للدراسات الفلسفية، العدد 33 / 32 عام 2003.
75- حسام الألوسى الرؤية والمنهج 163-180، أوراق فلسفية العدد 9.
76- هيدجر في العربية، 317-230، أوراق فلسفية العدد 9.
77- التحليل وقضايا المنطق العربي 255-284، أوراق فلسفية العدد 10، 2004.
78- كانط وما بعدالحداثة، أوراق فلسفية العدد الحادى عشر2004.
79- دريدا في الفكر العربي المعاصر، أوراق فلسفية العدد الحادى عشر2004.
80- النقد عند فويرباخ، أوراق فلسفية العدد الثالث عشر2004.
81- أحمد أبو زيد والفكر الفلسفى المعاصر، في كتاب بحوث في الأنثربولوجيا العربية مهداة إلى الدكتور أحمد أبو زيد، مركز البحوث والدراسات الاجتماعية، جامعة القاهرة 2002.
82- الأخلاق عند ابن سينا، مجلة دراسات إسلامية، الجامعة الإسلامية، إسلام أباد باكستان، العدد الثالث المجلد 39 سبتمبر 2004.
83- هنرى كوربان بين الفلسفة والاستشراق، مجلة دراسات إسلامية، الجامعة الإسلامية، باكستان العدد الرابع المجلد 39، ديسمبر 2004.
84- عصر الصورة، مدارات عربية، الأردن 25/7/2005.
85- بول ريكور إعادة اكتشاف فيلسوف، أخبار الأدب 19/7/2005.
86- هذا عارنا في الجزائر، أخبار الأدب 2/10/2005.
87- الغرب في كتابات شروبى، مدارات عربية، الأردن، 14/3/2005.
88- المحيط الثقافى العدد 53 مارس 2006 مفهوم الأكاديمية التجريبية 131-134.
89- مستقبل الحوار بين الحضارات، مجلة أفكار، العدد 201، وزارة الثقافة الأردنية، عمان، أبريل 2006.
90- حكاية اليزابيث وجاك: التفكيك مع دريدا ضد دريدا، كتاب أطياف تحرير محمد احمد البنكى، المنامة، البحرين 2009
91- ميشيل فوكو في تونس، اوراق فلسفية، القاهرة، العدد 26
92- عبد الرزاق قسوم: أوراق فلسفية، العدد 26
93- على أومليل ومفهوم العامة، اوراق فلسفية، القاهرة، العدد 27
94- حسن حنفى والفينومينولوجيا: اوراق فلسفية، العدد 28
95-الفلسفة الغربية والفكر العربي المعاصر، التوازى والتكافؤ المؤجل، في رهانات الفلسفة العربية، تنسيق محمد المصباحى، منشورات كلية الاداب والعلومو الإنسانية، الرباط عام 2010
96-نيتشه في الفكر العربي المعاصر، مجلة الفكر العربي المعاصر، بيروت، العدد 150-151 ربيع 2010 السنة الثلاثون ص 67-77 
97- القيم في الفلسفة الأمريكية، المجلة التونسية للدراسات الفلسفية العدد 52-53 السنة الثلاثون، عام 2013، ص6-20
98-الفلسفة الاسبانية المعاصرة في العربية، أوراق فلسفية، القاهرة، العدد 29، عام 2011
99- نيتشه / فؤاد زكريا، اوراق فلسفية، القاهرة، العدد 30، عام 2011
100- محمد عابد الجابرى ونقاده، أوراق فلسفية، العدد 30.
101- محمد أركون والتفكيكية، كتاب اطياف، 3، البحرين، عام 2011
102- البيان التأسيسى الأول: قراءة في النص / الوثيقة للترجمة في الحضارة العربية، مجلس هرميس في العلوم الإنسانية والاجتماعية، العدد الأول، مركز جامعة القاهرة للغات والترجمة، 2011
103-Le statut de La femme dans la pensée d'Ibn Roshd , Dogma magazine , Novembre 2011.
104-رسائل الكونت دى جالارثا إلى مى زيادة، أخبار الأدب، القاهرة، 8 يناير 2012
105- برجسون في كتابات نجيب محفوظ الفلسفية، البحرين الثقافية، العدد 67، 2012
106- القطيعة المعرفية عند التوسير، أوراق فلسفية، القاهرة، العدد 32، 2012
107- ايمانويل ليفيناس في العربية، اوراق فلسفية، القاهرة، العدد 33، 2012
108- هوسرلية محمود رجب وهيدجريته، اوراق فلسفية، القاهرة، العدد 33، 2012
109- سؤال البنكى حول التفكيك في الساحة العربية، اوراق فلسفية، القاهرة، العدد 34، 2012
110-Naguib Mahfouz et La Philosophie، أوراق فلسفية، القاهرة، العدد 34، 2012.
111-القيم في الفلسفة الأمريكية، المجلة التونسية للدراسات الفلسفية، العدد 52-53 السنة الثلاثون، (ص6-20)، 2013
112- مصر في القرآن، العدد 40 من مجلة أوراق فلسفية بعنوان الفلسفة في مصر المحروسة، عام 2014
113- مصر في القرآن، العدد الثالث من دفاتر فلسفية، القاهرة، 2013
114- امام عبد الفتاح امام، دفاتر فلسفية، 2014
115- اتجاهات الفلسفة في تونس، دفاتر فلسفية، 2014
116- الفلسفة المسيحية العربية عند قنواتى ويوسف كرم، العدد 6 من دفاتر فلسفية، القاهرة، عام 2014
117- على العنانى، مجلة ديوجين مصباح الفكر، مجلة قسم الفلسفة بآداب القاهرة، العدد الأول، 2014
118- قراءة القراءة، مجلة ديوجين مصباح الفكر قسم الفلسفة آداب القاهرة العدد الأول 2014
119- محمود الخضيرى، العدد الثاني مجلة ديوجين مصباح الفكر، ملة قسم الفلسفة آداب القاهرة، 2014
120- فتحى التريكى، العدد 7 من مجلة دفاتر فلسفية، القاهرة، 2014
121- حق الفرد وديمقراطية الدولة، : الهاجس السياسى في أعمال إمام عبد الفتاح إمام، العدد الخامس من دفاتر فلسفية، القاهرة، 2014
122- تيارات الفلسفة في تونس، دفاتر فلسفية، العدد 5، 2014
123- هيدجرية المسكينى وهيرمنيوطيقيته، دفاتر فلسفية، العدد 5، 2014
124- الفلسفة المسيحية العربية المعاصرة.. جورج قنواتى ويوسف كرم، دفاتر فلسفية، العدد 6، 2014
125- فتحى التريكى والعيش سويا، دفاتر فلسفية، العدد7، 2015
126- ميشيل فوكو في تونس، دفاتر فلسفية، العدد8، 2015
127- Galarza y los intelectuales egipcios , traducido Josep Puig Montada,
128- Le statut de la femme dans la pensee d’Ibn Roshd, Traduit de l’arabe par Mona Saraya (Dogma Magazine Mars 2012)
129- Naguib Mahfouz et La Philosophie , Traduit de l’arabe par Mona Saraya (Dogma Magazine Oct 2012)
130- La philosophie et la révolution en Egypte , Traduit de l’arabe par Mona Saraya (Dogma Magazine Oct 2013)

## مساهمات علمية
1 – الخطاب الفلسفى عند طه حسين، مئوية طه حسين آداب القاهرة، نوفمبر 1989.
2 - العقل ومشروع جديد للسلام الدائم (*)، ندوة العقل ومسألة الحدود، مؤسسة الملك عبد العزيز للدراسات الإسلامية والعلوم الإنسانية والكوليج الدولى للفلسفة بباريس، الرباط المغرب 28-30 يناير 1993.
3 - مفهوم العلم في كتاب ابن الأندلسى (*). المؤتمر الدولى الثالث للحضارة الأندلسية، كلية الآداب – جامعة القاهرة – مارس 1993.
4 - الأخلاق عند الكندى (*)، الاحتفال بمرور ألف ومائة وخمسين عاماً على وفاة الكندى، أعمال مؤتمر عبد العليم الخامس والثلاثين بجامعة دمشق 5-11 نوفمبر 1994.
5 - محمد ثابت الفندى وأعماله الفلسفية، مؤتمر مدرسة الإسكندرية الفلسفية عبر العصور، الجمعية الفلسفية المصرية وجامعة الإسكندرية 9-12 يوليو 1994.
6 - الأخلاق عند أحمد أمين (*)، مؤتمر أحمد أمين رائداً للتنوير، الهيئة العامة لقصور الثقافة، البحيرة 6-7 ديسمبر 1994.
7 - التراث اليونانى في الحضارة الإسلامية، دراسة في بحث عبد الرحمن بدوى، مؤتمر تراث الإسكندر الأكبر، السفارة اليونانية بالقاهرة 15-16 مايو 1995.
8 - الفكر العربي المعاصر والمذاهب الفلسفية الغربية، الوجودية نموذجاً (*). المؤتمر الفلسفى العربي الرابع «مستقبل الفكر العربى في عالم متغير» الجمعية الفلسفية العربية، عمان، الأردن 25-27 نوفمبر 1995.
9 - جالينوس حنين بن اسحق، المؤتمر الدولى للأدب المقارن، كلية الآداب – جامعة القاهرة 20 – 22 ديسمبر 1995.
10- ميتافيزيقا العلم العربي الإسلامي، مؤتمر التراث العلمى العربي، المجلس الأعلى للثقافة، القاهرة، يوليو 1996.
11- المصطلح الفلسفى العربي الإسلامي (*)، الملتقى الدولى حول المصطلح العلمى في التراث الإسلامي، العلوم الشرعية والإنسانية، المعهد العالي للحضارة الإسلامية، وهران، الجزائر 20-22 نوفمبر 1996.
12- اللغة عند ديكارت، المئوية الرابعة لميلاد ديكارت 1/ 11 / 1996 قسم الفلسفة بآداب القاهرة، مركز الدراسات الاقتصادية والاجتماعية والقانونية الفرنسى.
13- موقف الأطباء العرب من جالينوس، الندوة الدولية السادسة لتاريخ العلوم عند العرب رأس الحكمة، الإمارات العربية المتحدة 16-20 ديسمبر 1996.
14- الفلسفة اليونانية في الجامعة المصرية، المؤتمر الدولى الأول للدراسات الهلينية بمصر، آداب القاهرة 25-27 مارس 1997.
15- أبو ريان بين الحدس البرجسونى والإشراق السهروردى، ندوة محمد على أبو ريان وأثره في الدراسات الفلسفية العربية، الإسكندرية 27 أبريل 1997.
16- الأخلاق عند الأفغانى، ندوة جمال الدين الأفغانى، المجلس الأعلى للثقافة، القاهرة 28-29 يونيه 1997.
17- بدوى ونيتشه، الندوة الدولية في عيد ميلاد بدوى الثمانين، الهيئة العامة لقصور الثقافة، القاهرة، مايو 1997.
18 – Massignon in Contemparory Arabic Thought Louis Massignon: The Vocation of a Scholar, Notre Dame University, Indiana, U.S.A, November 1997.
19- الدراسات العربية الراهنة حول ابن رشد، الملتقى الدولى حول حداثة ابن رشد، تونس 16-20 فبراير 1998، نشر في ابن رشد فيلسوف الشرق والغرب ص511-550، إعداد مقداد منسية، المنظمة العربية للتربية والثقافة، المجمع الثقافى، تونس 1999.
20- القراءات المعاصرة لابن رشد، المؤتمر الدولى الرابع للحضارة الأندلسية تكريماً للعلامة أميليو جارثيا جوميث، القاهرة 3-6 مارس 1998.
21- ابن رشد طبيباً: ندوة الطب والصيدلة عند العرب، مركز تحقيق التراث – جامعة الإسكندرية 1-2 أبريل 1998.
22- الدرس الفلسفى في الجامعة الأهلية القديمة، ندوة التعليم الفلسفى في مصر، المجلس الأعلى للثقافة بالقاهرة 2 أبريل 1998.
23- تشريح النص الطبى الرشدى: ندوة المنهج عند ابن رشد، تونس، جامعة تونس الأول، 5-7 ديسمبر 1998.
24- جهود الأب قنواتى في التأريخ للعلم العربي، ندوة الجمعية الفلسفية العربية الأردنية، عمان.
25- القراءة السياسية لابن رشد، ندوة الجمعية الفلسفية المصرية «قراءات ابن رشد»، 15-17 ديسمبر 1988.
26- «الصوفى والسياسى»، موقف المفكر العربي من ماسينيون، ندوة المركز الفرنسى للصداقة والتعاون مع آداب القاهرة، قلب الشرق قراءة ثانية لماسينيون، مارس 1999.
27- «قراءة فرح أنطون لنتيشه ورينان في نقد الدين»، المؤتمر اللبنانى العربي حول فرح أنطون وإشكاليات النهضة، النهضة الجامعة البنانية، طرابلس، لبنان، 17-18 مارس 1999.
28- «إسهام مصر الطبى في الحضارة الإسلامية»، مؤتمر الثقافة الجماهيرية، أثر الإسلام في مصر وأثر مصر في الحضارة العربية الإسلامية، الإسكندرية، 20-22 يوليو 1999.
29- «ابن رضوان وجالينوس» ندوة الطبيب والفيلسوف المصرى على بن رضوان، مركز التراث العلمى بجامعة القاهرة، والجمعية الفلسفية المصرية، 17/5/1999.
30- «جالينوس في الفكر القديم والمعاصر»، المنتدى الرومانى، المركز الثقافى الإيطالي، القاهرة 27/5/1999.
31- أنطون وفكرة التطور"، ندوة أنطون سعادة، الجمعية الفلسفية العربية، ضهور الشوير، لبنان، سبتمبر 1999.
32- نقد ما بعد الحداثة في الفكر العربي المعاصر، ندوة الحداثة وما بعد الحداثة في الفكر العربي المعاصر، الجامعة الجزائر، نوفمبر 1999.
33- «أبو الوليد الباجى وجهوده في التعديل والتجريح»، ندوة جامعة عبد المالك السعدى، تطوان المغرب، 1-3 ديسمبر 1999.
34- «التأريخ الإسلامى وأزمة الهوية»، ندوة جمعية الدعوة الإسلامية العالمية، طرابلس، الجماهيرية الليبية، 24-26 يناير 2000.
37- جورج شحاته قنواتى وجهوده في تاريخ العلوم، ندوة العلوم والفلسفة العربية (مناهج وقضايا) الجمعية الدولية لتاريخ العلوم والفلسفة العربية – بيت الحكمة بتونس 28 نوفمبر – 2 ديسمبر.
38- القلصادى وجهود الرياضة الندوة الخامسة الحضارة الأندلسية بالقاهرة.
39- هشام شرابى والخطاب العربي المعاصر، الفلسفة في الوطن العربي في مائة عام، الجمعية الفلسفية المصرية، القاهرة، نوفمبر 2000.
40- الأخلاق إلى نيفوماخوس في الفكر الفلسفى العربي الإسلامية، قسنطنينة الجزائر فبراير 2001.
41- هشام شرابى والنقد الحضارى، النقد الحضارى تطوان المغرب أبريل، مايو 2001.
42- Guerre & Justice, Société, Tunisenne Des Etudes Philosophie, Collaque International de Philosophie 19-21 Mars 2003, Hammaet.
43- Heidegger and Badwi on Religion, The Philosophy Unit The Department of English and Comparative Literature and The Philosophy Club, The American University in Cairo. Heidegger Metaphysices Religion A Bilingual Cerference, 17 May 2003, Oriental Hall.
44- النقد الحضارى عند هشام شرابى، جامعة وهران: قسم الفلسفة ومخبر البحث في الفلسفة وتاريخها، ندوة النقد الحضارى والاختلاف 12 / 13 مايو 2003. 45- سارتر والمقاومة ندوة الجمعية الفلسفية المصرية 16 (فلسفة المقاوم 2004).
46- الفلسفة في الفكر القومى السوري الاجتماعي، قصر اليونيسكو، جمعية أنطون الثقافية، بيروت يوليو 2004.
47- الفلاسفة الفرنسيون والثورة الجزائرية، سارتر نموذجاً، ندوة خمسون عاماً على الثورة الجزائرية 1954-2004، مخبر الدراسات التاريخية والفلسفية قسنطنية الجزائر، ديسمبر 2004.
48- سارتر والمقاومة الجمعية الفلسفية المصرية، القاهرة، ديسمبر 2004.
49- كانط والتنوير في الفكر العربي في ندوة التسامح والتنوير وتجديد الفكر العربي، تونس فبراير 2005.
50- سارتر في الفكر العربي المعاصر في ندوة الجمعية الفلسفية التونسية، الحمامات تونس، مارس 2005.
51- المنظمة العربية للتعاون الدولى، منظمة العمل العربية ورشة عمل حول توطين الوظائف وتشغل الأيدى العاملة العربية العربية 20-22 نوفمبر 2005. 52- الوطن وفلسفة الحوار، ندوة الجمعية الفلسفية المصرية 18 الوطن والمواطن 2006.
53- اريك فروم والخوف من الحرية، جامعة فيلادليفيا: مؤتمر فيلاديفيا الدولى الحادى عشر ثقافة الخوف 24-26 أبريل 2006.
54- العنف ضد المرأة والعدالة الجناشية، مركز عمان لدراسات حقوق الإنسان، مؤتمر حقوق الإنسان في إطار العدالة الجنائية (التحديات المعاصرة والاستراتيجيات المطلوب في العالم العربي، عمان، 27-29/6/2006.
55- قسوم والفكر العربي الإسلامي المعاصر، الندوة الدولية السابعة الأعمال الفلسفية والفكرية للدكتور عبد الرازق قسوم، مخبر الدراسات التاريخية والفلسفة فسنطنية الجزائر، 19-20 يونيه 2006.
56- الفلسفة والابداع، المائدة المستديرة التي نظمها كرسى اليونسكو للفلسفة بالعالم العربي ومخبر الفلسفة، تونس 18 مارس 2009
57-القيم في الفلسفة الأمريكية، الملتقى الدولى، القيم والمعايير، الجمعية الفلسفية التونسية، الحمامات 16-18 مارس 2009
58- فلسفة التواصل عند لوك مارك فيرى، المؤتمر الدولى السنوي الول لكرسى اليونسكو بجامعة الزقازيق، 19-20 ديسمبر 2009 59- الحداثة والتواصل، ندوة الفلسفة واستراتيجيات الحداثة. تونس 27-28 نوفمبر 2010
60- هل هناك وافد وموروث في الثقافة العربية، ندوة الجمعية الفلسفية المصرية 11-13 ديسمبر 2010
61- الجزائر وما بعد الحداثة، ندوة افريقيا وما بعد الحداثة، جامعة وهران، الجزائر، 17-19 ديسمبر 2010
62- فينومينولوجيا الصورة السينمائية عند ميرلوبونتى، ندوة الصورة والابداع في الرهانات الفينومينولوجية والجمالية للخيال، تونس، 12-14 فبراير 2010
63- مستقبل حقوق الإنسان عند دريدا، المؤتمر الدولى الثاني لقسم الفلسفة، الفلسفة وحقوق الإنسان، كلية الآداب جامعة القاهرة 22-23 مارس 2010، نشر في محمد شوقى الزين (المحرر) جاك دريدا، دار الفارابى، بيروت 2011
64- جماليات السينما المصرية في أفلام صلاح أبو سيف، حلقة بحث السينما المصرية 1952-1971، المجلس الاعلى للثقافة، القاهرة 5-8 يوليو 2010
65- محمد أركون والتفكيك، ندوة الانسنة في فكر محمد اركون، المنامة، البحرين، أبريل 2011
66- نقد النقد، ندوة النقد في الفكر العربي، كرسى اليونسكو للفلسفة، اداب الزقازيق
67-محمد مهران والمنطق العربي، ندوة يوم الفلسفة العالمى، اداب القاهرة، نوفمبر 2011
68-Culture,Identité et droits de L'homme vers une persepective Transculturelle , Chaire Unesco de Philosophie pour Le monde Arabe Université de Kassel (Allemagne), Rencontre international de 10 au 12 Octobre 2011
69- القطيعة المعرفية عند التوسير، ندوة الازمة في العلوم محدداتها وتجلياتها الابستمولوجية، مخبر الفلسفة وتاريخها.
70- محاضرة حول الكونت دى جالارثا والمثقفين العرب، جامعة كومبلتينسى، مدريد، 2 ديسمبر 2011
71-نجيب محفوظ، كتابات الشباب الفلسفية، ندة نجيب محفوظ والفلسفة، اداب القاهرة، 2011
72- ملاحظات اولية حول نجيب محفوظ والسينما، ندوة مئوية نجيب محفوظ، المجلس الاعلى للثقافة، القاهرة، 11-14 ديسمبر 2011
73-أخلاقيات الاعلام ندوة الاعلام والمجتمع، جامعة عمان الأهلية، الأردن
74-جرافيتى التحرير، ندوة الابداع، المواطنة والمدنية، معهد الفنون بجاس، تونس، أبريل، 2011
محاضرة حول هشام غصيب والفكر العربي المعاصر، رابطة الكتاب الأردنيين، عمان، الأردن، ابريل2012
78 – الفلسفة والثورة، المؤتمر الرابع لكرسى اليونسكو فرع جامعة الزقازيق حول التعددية الثقافية 10-11 مارس 2013
79- الفلسفة والثورة في مصر، رابطة الكتاب الأردنيين، الأردن، 2013
80-حول فلسفة فويرباخ، رابطة الكتاب الأردنيين، عمان، 2013
81-كيركجور، القراءة العربية الثانية، سيمينار قسم الفلسفة، آداب القاهرة، 2013
82-قراءة القراءة، ندوة قسم الفلسفة بآداب القاهرة، اليوم العالمى للفلسفة، نوفمبر2013
83-قراءة القراءة والمشاريع الفلسفية العربية، ندوة الجمعية الفلسفية المصرية الرابعة والعشرون حول المشاريع الفلسفية العربية 7-11 ديسمبر 2013
84-ندوة جامعة كاسيل بالمانيا بالاشتراك مع مخبر الفلسفة جامعة تونس حول التسامح، أكتوبر2013
85-الفينومينولوجيا في الفكر العربي المعاصر، محاضرات لطلاب الدكتوراة، مخبر الفلسفة وتاريخها، جامعة وهران، الجزائر 2013
86-التفلسف في العيش معا، ندوة مخبر الفلسفة، جامعة تونس الأول 2014
87-الفلسفة المسيحية العربية المعاصرة، ندوة DAD مركز التعاون العلمى الالمانى بالقاهرة، 2014
88-ميتافيزيقا العدل في ميزان الحكمة للخازنى، ندوة الجمعية الدولية للفلسفة العربية وتاريخ العلوم عند العرب بباريس 7-11 أكتوبر 2014
89-أركيولوجيا القراءة عند عند زينب الخضيرى، ندوة قسم الفلسفة بآداب القاهرة، يوم الفلسفة العلمى، نوفمبر2014
90-المقاربات العربية للمنهج الفينومينولوجى، ندوة الجمعية الفلسفية المصرية، في القراءات العربية للظاهريات، الندوة 25، ديسمبر 2014
91-الفلسفة والثورة في مصر، ندوة لجنة الفلسفة، المجلس الأعلى للثقافة، القاهرة، يناير 2014—Ali Elsadany (نقاش) 14:13، 19 يونيو 2018 (ت ع م)